# Baráibar
Baráibar (Baraibar en euskera de manera oficial) es una localidad española y un concejo de la Comunidad Foral de Navarra perteneciente al municipio de Larráun. 
Está situado en la Merindad de Pamplona, en la comarca de Norte de Aralar, en el valle de Larráun y a 36 km de la capital de la comunidad, Pamplona. Su población en 2014 fue de 75 habitantes (INE), su superficie es de 14,65 km² y su densidad de población de 5,12 hab/km².

## Geografía física

### Situación
La localidad de Baráibar está situada en la parte Suroeste del municipio de Larráun. Su término concejil tiene una superficie de 14,65 km² y limita al norte con el concejo de Albiasu; al este con el de Iribas; al sur con el municipio de Huarte-Araquil y al oeste con el concejo de Errazquin y la Sierra de Aralar.
| Noroeste: Errazquin                    | Norte: Albiasu      | Nordeste: Lecumberri |
| Oeste: Errazquin y la Sierra de Aralar |                     | Este: Iribas         |
| Suroeste: Sierra de Aralar             | Sur: Huarte-Araquil | Sureste: Iribas      |

## Demografía

### Evolución de la población
| Gráfica de evolución demográfica de Baráibar entre 2000 y 2010 |
|                                                                |
| Datos según el nomenclátor publicado por el INE.               |